# Hermann Müller (atleta)
|  | Per a altres significats, vegeu «Hermann Müller (desambiguació)». |

Hermann Müller (Berlín, 18 d'abril de 1885 - Berlín, 19 de gener de 1947) va ser un atleta alemany que va competir a començaments del segle xx. Va destacar com a marxador i corredor de llargues distàncies. El 1906 va prendre part en els Jocs Intercalats d'Atenes, on va guanyar la medalla de plata en la competició dels 3000 metres marxa del programa d'atletisme. En la marató fou novè, mentre que no finalitzà la cursa de les 5 milles.
Durant la seva carrera esportiva guanyà diversos campionats nacionals de marxa, alhora que va establir quatre rècords del món en 20 i 50 km marxa.